# Orbite semi-synchrone
L'orbite semi-synchrone est une orbite sur laquelle un satellite aura une période de révolution égale à la moitié de la période de rotation de l'astre autour duquel est l'orbite considérée.
Pour la Terre, une orbite semi-synchrone est considérée comme une orbite terrestre moyenne, avec une période de révolution d'environ 12 heures. Ce type d'orbite est utilisé par les satellites du Global Positioning System.